# 窦来庚
窦来庚（1900年—1942年8月29日），字峰山，山东省临朐县人。武术家，抗日战争期间牺牲。
1923年4月获全国武术运动会最优等奖。1937年，济南失守后，组织当地民众抗战。1938年秋，山东省政府主席沈鸿烈将其领导的国民军义勇队改编为山东省保安十七旅，窦来庚任旅长。1942年，山东省政府任命他为山东第十区行政督察专员。1942年8月29日被俘，开枪自尽。国民政府追赠少将军衔。
1988年2月23日，山东省人民政府追认窦来庚为革命烈士。2014年，列入著名抗日英烈和英雄群体名录。